# Eugène Belgrand
Eugène Belgrand (Ervy-le-Châtel, 23 aprile 1810 – Parigi, 8 aprile 1878) è stato un ingegnere francese noto per i suoi lavori di rinnovamento di Parigi nella seconda metà del XIX secolo.
Studiò prima all'École polytechnique e successivamente all'École nationale des ponts et chaussées, dove si specializzò nella progettazione di ponti e strade. Partecipò al riassetto urbano della capitale francese sotto la direzione del Barone Haussmann tra il 1852 ed il 1870, assieme a Jean-Charles Alphand e Jean-Pierre Barillet-Deschamps. Nel 1871 fu eletto membro libero dell'Accademia delle scienze di Parigi.
A lui si devono la rete odierna delle fogne di Parigi, l'acquedotto della Vanne (tra i comuni di Arcueil e Cachan), l'acquedotto della Dhuis e il bacino nei pressi di Parc Montsouris che ne raccoglie le acque.
È sepolto nella 6ª divisione del cimitero di Montparnasse.
Il suo nome è inciso sulla facciata École Militaire della Torre Eiffel.

## Pubblicazioni
- La Seine. Le Bassin parisien aux âges antéhistoriques (1869)
- Les Travaux souterrains de Paris (5 volumi, 1872-1887)
- Étude préliminaire sur le régime des eaux dans le bassin de la Seine (1873)
- Les Aqueducs romains (1875)